# Juarez (film)
Pour les articles homonymes, voir Juárez.
Pour plus de détails, voir Fiche technique et Distribution.
Juarez ou Juarez et Maximilien est un film américain réalisé par William Dieterle, sorti en 1939.
Le film se concentre sur le conflit entre Maximilien Ier, un archiduc autrichien devenu le souverain de l'Empire mexicain avec l'appui de Napoléon III, contre Benito Juárez, le président du Mexique.

## Synopsis
En 1863, l'empereur des français, craignant de perdre le contrôle du Mexique au profit de l’anticlérical Juárez, contourne la doctrine Monroe en instaurant un régime souverain et contrôle une élection populaire qui place Maximilien von Habsbourg sur le trône mexicain comme empereur.
À son arrivée dans le pays avec son épouse, Charlotte de Belgique, Maximilien Ier se rend compte que les conservateurs désirent qu'il restitue à l'Église les terres que Juárez a nationalisées. Face à l'ampleur de la tâche, l'empereur décide d'abdiquer mais en est finalement dissuadé par sa femme, qui lui assure que c'est Dieu qui a décidé de le placer là.
Plus tard, imaginant une stratégie moins violente, Maximilien Ier pense à offrir à Juárez le poste de premier ministre mais le refus de ce dernier de renoncer sa politique libérale crée un fossé infranchissable entre les deux hommes. Lorsque la guerre civile américaine prend fin en 1865, Washington avertit Paris qu'ils ont l'intention de faire respecter la doctrine Monroe par la force militaire et si nécessaire en envoyant des armes pour soutenir l'armée de Juárez. Leurs efforts sont cependant contrecarrés par le vice-président Alejandro Uradi, qui saisit les munitions américaines et garantit ainsi pratiquement la victoire de Maximilien. Cependant, le Maréchal Bazaine reçoit l'ordre de faire évacuer toutes les troupes françaises du Mexique, laissant de fait son allié sans armée offensive ou défensive.
Furieuse de cette décision, Charlotte retourne en France pour en appeler à Napoléon III mais constatant qu'il ne changera pas de stratégie, elle fait une dépression. Pendant ce temps, Juárez et ses rebelles capturent Maximilien Ier et ses hommes dans son palais de Mexico. Bien que des dispositions soient prises pour le libérer, l'ancien empereur insiste pour rester jusqu'au bout avec ses partisans. Jugés et reconnus coupables, ils sont tous condamnés à mort par un peloton d'exécution.

## Fiche technique
- Titre : Juarez
- Réalisation : William Dieterle, assisté d'Irving Rapper (non crédité)
- Scénario : John Huston, Æneas MacKenzie et Wolfgang Reinhardt d'après la pièce « Juarez and Maximilian » de Franz Werfel et le roman  « The Phantom crown » de Bertita Harding
- Production : Henry Blanke (producteur associé), Hal B. Wallis (producteur exécutif )
- Société de production : Warner Bros. Pictures, First National Pictures
- Photographie : Tony Gaudio
- Montage : Warren Low
- Musique : Erich Wolfgang Korngold
- Direction artistique : Anton Grot
- Costumes : Orry-Kelly
- Pays d'origine :  États-Unis
- Format : Noir et blanc — 35 mm — 1,37:1 — Son : Mono
- Genre : Film dramatique, Film biographique, Film historique
- Durée : 132 minutes
- Dates de sortie :
  - États-Unis : 24 avril 1939 (première à New York), 10 juin 1939 (sortie nationale)
  - France : 2 septembre 1971

## Distribution
- Paul Muni : Benito Juárez
- Bette Davis : Impératrice Carlota de Habsbourg (Charlotte de Belgique)
- Brian Aherne : Empereur Maximilien Ier
- Claude Rains : Napoléon III
- John Garfield : Général Porfirio Diaz
- Donald Crisp : Maréchal Bazaine
- Joseph Calleia : Alejandro Uradi
- Gale Sondergaard : Impératrice Eugénie
- Gilbert Roland : Colonel Miguel López
- Henry O'Neill : Général Miguel Miramón
- Louis Calhern : LeMarc
- Montagu Love : Joseph de Montares
- Harry Davenport : Docteur Samuel Basch
- Walter Kingsford : Prince Richard Metternich
- Georgia Caine : Comtesse Battenberg
- John Miljan : Général Mariano Escobedo
- Vladimir Sokoloff : Cancilio
- Monte Blue : Sebastián Lerdo de Tejada
- Pedro de Cordoba : Vicente Riva Palacio
- Mickey Kuhn : Agustín de Iturbide

Et, parmi les acteurs non crédités :
- Noble Johnson : Général Regules
- Fred Malatesta : Señor Salas
- Robert Warwick : Major du Pont
- Douglas Wood : M. Hartman

## Critiques
Pour le magazine Télé Loisirs, Juarez et Maximilien est « mis en scène avec beaucoup de moyens et avec une distribution étincelante ».